# Kolarstwo szosowe
Kolarstwo szosowe – najstarsza i najbardziej tradycyjna odmiana kolarstwa polegająca na ściganiu się na rowerach szosowych spełniających normy UCI po drogach publicznych.

## Wstęp
Sport ten jest wciąż najbardziej popularnym na świecie rodzajem kolarstwa. Amatorsko uprawia go ok. milion ludzi, a w rankingach UCI figuruje prawie 2000 kolarzy uprawiających ten sport zawodowo.
Na całym świecie rozgrywane są setki zawodów szosowych. Zawody te rozgrywane są na wiele sposobów.

## Zawody wieloetapowe
Najbardziej tradycyjnym rodzajem zawodów są wyścigi wieloetapowe, w których pokonuje się zwykle od 3 do ponad 20 etapów (jednodniowych tras) o długości od 80 do (maksymalnie) 270 km. Większość etapów zaczyna się od jednoczesnego startu wszystkich zawodników, a kolarze pokonują wspólnie większą część trasy, jadąc zwartą grupą, zwaną peletonem. Wygrywa ten zawodnik, który pierwszy dojedzie do mety. Część etapów w wielkich wyścigach (zwykle 2 lub 3) jest jednak pokonywana ze startu dzielonego (kolarze wyruszają na trasę jeden po drugim w 2-3 minutowych odstępach), w którym o wygranej decyduje indywidualny czas przejazdu, a nie kolejność dojeżdżania do mety. Kolarze jadący w takich zawodach tworzą zespoły, w ramach których zawodnicy wspierają się nawzajem i starają się wypracować jak najlepszą pozycję w peletonie swojemu liderowi lub na ostatnich km przed metą etapu formują własny minipeleton (tzw. „pociąg”), dopomagając liderowi lub najlepszemu w swym gronie sprinterowi w skutecznej walce o zwycięstwo etapowe. Konieczność jazdy w peletonie wynika z faktu, że na szosie większość wysiłku zawodnika idzie na pokonywanie oporów powietrza, a nie grawitacji i oporów toczenia. Ukrycie się więc za plecami innych zawodników znacząco oszczędza siły. Zawodowi kolarze na płaskich etapach osiągają bardzo wysokie jak na rower średnie prędkości rzędu 40–45 km/h.

## Wyścigi jednoetapowe
Innym rodzajem zawodów są tzw. wyścigi klasyczne, czyli jednodniowe zawody, które odbywają się albo na trasach tworzących koło (tzw. rundy), które pokonuje się kilka-kilkanaście razy, albo na długich (do 500 km) trasach, położonych zwykle w szczególnie atrakcyjnych widokowo i turystycznie miejscach. Zawody te mają jednak zwykle mniejszą rangę od zawodów wieloetapowych. Wyjątkiem są tu tylko rozgrywane dorocznie mistrzostwa świata UCI, które odbywają się tradycyjnie na trasie kołowej w formie kryterium ulicznego.

## Zawody szosowe w Polsce w 2024 roku

### Styczeń
- II Tyski Przełaj im. Zygmunta Hanusika.

### Marzec
- RTPL Brevet - Trzy Jeziora.

### Kwiecień
- Ślężański Mnich,
- Grevet Morawica,
- Molo Osiek Race,
- Szosowa Włóczęga 2024,
- III Kolarskie Grzybobranie im. Grzegorza Grzyba,
- Mały Piękny Wschód,
- Mińskie,
- Piękny Wschód.

### Maj
- Warnija 400,
- Memoriał Stanisława Królaka,
- Etapówka,
- Wokół Zalewu,
- Korona Gór Sowich,
- Mały Piękny Zachód,
- VIII Gorlickie Kryterium Kolarskie,
- VII edycja Biegu Kolarskiego o Puchar Henryka Sienkiewicza,
- Puchar Równicy,
- BREVET Roztocze Zwierzyniec i Roztoczańskie szlaki,
- II Średzki Brevet "O złotego florena",
- Orlen Lang Team Race - Hotel Arłamów,
- VI Pyrzyckie Grand Prix o Puchar Burmistrz Pyrzyc Marzeny Podzińskiej,
- Climate Classic Poland,
- Jadziem Miśki!,
- Lubelski Maraton Turystyczny,
- Race Through Poland,
- Tour de Powiśle Dąbrowskie,
- Lubuskie Warte Zachodu,
- Ultra Duch Szosa.

### Czerwiec
- Brevet Jožin z bažin,
- XII Supermaraton Jastrzębi Łaskich,
- Piękny Zachód,
- Brevety RTPL / Kotlina Forever,
- Maraton Podróżnika,
- Kaszebe Runda,
- Mińskie 300,
- Roztoczańsko-Poleski Ultramaraton Rowerowy,
- III Myśliborskie Kryterium,
- Śląski Maraton Rowerowy,
- Brevety RTPL/ Na Boude.

### Lipiec
- Race Around Poland,
- Pierścień Tysiąca Jezior,
- Beskidzki Zbój,
- Duży Piękny Zachód,
- Nowy Targ Road Challange,
- Grevet Czysta,
- Brevet 200,
- Lubuska Szosa.

### Sierpień
- Warnija 300,
- X Kórnicki Maraton Turystyczny - Rok hr. Władysława Zamojskiego,
- Szosowy klasyk,
- Grand Prix Amatorów Na Szosie,
- Ultra Time-Trial,
- Grand Prix Amatorów na Szosie,
- Bielańska Czasówka,
- Orlen Tour de Pologne Amatorów - Karpacz,
- ITT Kowary-Okraj,
- Bałtyk - Bieszczady Tour,
- Grand Prix Amatorów na Szosie,
- I Średzki Maraton Rowerowy 24 h "W samo południe",
- Przemyśl Tour,
- Grand Prix Amatorów na Szosie,
- Velo Baltic Karlino oraz Bałtyckie Mistrzostwa Służb Mundurowych,
- Szosowy klasyk Ropczycki 2024,
- Brevety RTPL/ Orlickie Hory.

### Wrzesień
- Wyścig kolarski PAŁUKI TOUR,
- Końskie Harce,
- Rumakowanie,
- Tatra Road Race,
- Grand Prix Amatorów na Szosie,
- Chrośna Cycling Challenge,
- Grevet Niepołomice,
- Tour de Dolny Śląsk im. Ryszarda Szurkowskiego,
- Maraton Północ-Południe,
- Grand Prix Amatorów na Szosie,
- Jura 209,
- Goleniów Tour 2024,
- Orlen Land Team Race - Bytów,
- Brevet RTPL/ Sowie Tajemnice,
- Velo Baltic Koszalin,
- Krzeszowska Strzała,
- Brevetowe Zakończenie Sezonu 150,
- Grand Prix Amatorów na Szosie,
- Grand Prix Amatorów na Szosie.

### Październik
- Runda Spadających Liści,
- Ultra Race Silesia.[2]